# كيرك لين
كيرك لين (بالإنجليزية: Kirk Lynn)‏ هو كاتب مسرحي أمريكي، ولد في 8 مايو 1972.